# Chlorophorus ancora
Chlorophorus ancora là một loài bọ cánh cứng trong họ Cerambycidae.